# Korunovace Panny Marie se čtyřmi svatými
Korunovace Panny Marie se čtyřmi svatými (tal. Incoronazione della Vergine con quattro santi) je název obrazu namalovaného italským renesančním umělcem Sandro Botticellim.
Dílo řadicí se k nejvýznamnějším Botticelliho pracím pozdního období vzniklo na objednávku florentského cechu zlatníků pro kapli baziliky San Marco, zasvěcenou patronovi tohoto cechu, svatému Eligiovi.

## Kompozice a ikonografie
Úplný název obrazu Korunovace Panny Marie se svatými Janem evangelistou, Augustinem, Jeronýmem a Eligiem (Incoronazione della Vergine con i santi Giovanni Evangelista, Agostino, Girolamo ed Eligio) vychází z postav světců zachycených na obraze.
Kompozičně je dílo rozvrženo do dvou rovin - nebeské a pozemské. Na nebeské sféře se odehrává ústřední motiv díla - korunovace Panny Marie Bohem Otcem. Levou rukou klade na hlavu klanějící se Ježíšovy matky korunu, přičemž jí pravou rukou žehná. Scénu sleduje zástup cherubínů seřazených v půlkruhu nad oběma postavami a sbor andělů tančících v kruhu pod nimi. Postava anděla zobrazeného mezi Pannou Marií a Bohem a namalovaného za dopadajúcimi zlatými slunečními paprsky je důkazem umělcova mistrovstvi při zachycení prostorové hloubky.
Aktu korunovace jsou přítomni čtyři světci, přičemž přítomnost alespoň dvou z nich - svatého Jana Evangelisty a svatého Eligia - není náhodná. Svatý Eligius byl patronem zlatníků, kteří si dali obraz namalovat, a svatý Jan Evangelista byl mimo jiné ochráncem cechu obchodníků s hedvábím (Arte della Seta), do kterého patřilo několik řemeslných cechů včetně zlatníků. Oba světci spolu se svatým Augustinem a svatým Jeronýmem sledují nebeské představení na zemi, na pozadí otevřené krajiny tvořené skalisky a rozlehlým jezerem. Umělec v každé z postav zachytil její reakci na událost. Zatímco Jan a Jeroným pohledy upřenými k nebesům jsou na ní účastni, Augustin a Eligius si zřejmě ani neuvědomují co se kolem nich děje.

## Symbolický odkaz
Dílo v sobě skrývá jistou symboliku. Především je to symbolika politická. Botticelli, velký příznivec rodu Medicejských, ve více svých dílech oslavil tuto florentskou vládnoucí dynastii. Rodový symbol - růže (osobní symbol Lorenza I. Medicejského) - rozhazují cherubíni po zlaté obloze. Druhou je symbolika religiózní - papeže jako nejvyššího představitele katolicismu symbolizuje tiára na hlavě Boha Otce. Obraz vznikl v pro Florencii těžkém období, kdy moc Medicejských upadala (po Lorenzově smrti († 1492) museli o dva roky nato, za vlády jeho syna Pierra, dokonce z města utéct) a tak růže a diadém měly symbolizovat touhu po nastolení pořádku a blahobytu a návrat k tradičním hodnotám života a křesťanství.
Obraz podstoupil koncem šedesátých let 20. století náročnou restauraci, která znamenala záchranu téměř zničeného díla. V průběhu let totiž z obrazu začala odpadávat barva a hrozilo, že zůstane pouze holý podklad. Náročným restaurátorským postupem se podařilo dílo zachránit. Úspěšnost procesu záchrany tohoto díla jakož i prezentace aplikovaných restauračních metod byly oceněny na umělecké výstavě ve Florencii v roce 1990.